# Schizochilus
Schizochilus es un género de orquídeas perteneciente a la subfamilia Orchidoideae dentro de la familia Orchidaceae. Tiene once especies. Se encuentra desde Tanzania hasta Sudáfrica.

## Especies deSchizochilus
A continuación se brinda un listado de las especies del género Schizochilus aceptadas hasta mayo de 2011, ordenadas alfabéticamente. Para cada una se indica el nombre binomial seguido del autor, abreviado según las convenciones y usos y la publicación válida.
1. Schizochilus angustifolius Rolfe in W.H.Harvey & auct. suc. (eds.), Fl. Cap. 5(3): 93 (1912).
2. Schizochilus bulbinella (Rchb.f.) Bolus, J. Linn. Soc., Bot. 25: 205 (1889).
3. Schizochilus calcaratus P.J.Cribb & la Croix, Kew Bull. 48: 364 (1993).
4. Schizochilus cecilii Rolfe, Bull. Misc. Inform. Kew 1906: 168 (1906).
5. Schizochilus crenulatus H.P.Linder, J. S. African Bot. 46: 422 (1980).
6. Schizochilus flexuosus Harv. ex Rolfe in W.H.Harvey & auct. suc. (eds.), Fl. Cap. 5(3): 92 (1912).
7. Schizochilus gerrardii (Rchb.f.) Bolus, J. Linn. Soc., Bot. 25: 205 (1889).
8. Schizochilus lepidus Summerh., Kew Bull. 14: 130 (1960).
9. Schizochilus lilacinus Schelpe ex H.P.Linder, J. S. African Bot. 46: 426 (1980).
10. Schizochilus sulphureus Schltr., Bot. Jahrb. Syst. 53: 16 (1915).
11. Schizochilus zeyheri Sond., Linnaea 19: 78 (1846).